# Poswol
Poswol (również Pozwoł, Pozwol, lit. Pasvalys) – miasto na Litwie w okręgu poniewieskim, założone p.n.e.  Liczba ludności wynosi około 8700 mieszkańców, powierzchnia 129 tys. ha, a ludność całego okręgu 34 900 ludzi.
Kościół katolicki, eklektyczny, zbudowany w 1787, powiększony w 1886. Pod wezwaniem św. Jana Chrzciciela. Obok znajduje się dzwonnica z 1907.
Prywatne miasto duchowne lokowane w 1497 roku, położone było w powiecie wiłkomierskim województwa wileńskiego. Dobra refekcyjne kapituły wileńskiej.

## Historia
14 września 1557 roku król Zygmunt II August przyjął hołd lenny od mistrza zakonu inflanckiego Johanna Wilhelma von Fürstenberga oraz biskupa ryskiego − Wilhelma Hohenzollerna. Jednocześnie został podpisany sojusz między Zygmuntem Augustem a władcą Inflant przeciwko Wielkiemu Księstwu Moskiewskiemu.
W 1625 roku hetman Krzysztof Radziwiłł zniszczył pod Poswolem szwedzki zwiad rajtarski, którym dowodził rotmistrz Jurgen Aderkas.
Podczas okupacji hitlerowskiej, w lipcu 1941 roku Niemcy utworzyli getto dla żydowskich mieszkańców. Przebywało w nim około 1500 osób (w tym Żydzi z Wobolników). 26 sierpnia 1941 roku Niemcy zlikwidowali getto, a Żydów zamordowano w lesie Žadeikiai. Sprawcami zbrodni byli żołnierze z Einsatzkommando 3, oraz litewskie służby bezpieczeństwa.

## Współpraca
- Żory, Polska